# Donji Crnobreg
Carrabreg i Ulët en albanais et Donji Crnobreg en serbe latin (en serbe cyrillique : Доњи Црнобрег) est une localité du Kosovo située dans la commune/municipalité de Deçan/Dečani, district de Gjakovë/Đakovica (Kosovo) ou de Pejë/Peć (Serbie). Selon le recensement kosovar de 2011, elle compte 2 059 habitants, dont une majorité d'Albanais.

## Histoire
La mosquée du village est proposée pour une inscription sur la liste des monuments culturels du Kosovo.

## Démographie

### Évolution historique de la population dans la localité
| 1948 | 1953 | 1961 | 1971  | 1981  | 1991  | 2011  |
| ---- | ---- | ---- | ----- | ----- | ----- | ----- |
| 673  | 698  | 898  | 1 247 | 1 523 | 1 697 | 2 059 |

|  |